# Ahmed Khalaf
Ahmed Khalaf (Dezira, Egipto, 24 de febrero de 1999) es un jugador de baloncesto egipcio. Juega de pívot y su actual equipo es el Al-Ittihad Alexandria de Egipto.

## Carrera deportiva
El joven pívot llegó a la cantera del Bàsquet Manresa en 2016, procedente del Al Dezira de su ciudad natal. 
En la temporada 2016-17, forma parte del equipo juvenil del Bàsquet Manresa y debuta en Liga ACB con el primer equipo del Bàsquet Manresa, renovando su contrato hasta 2022.

## Selección nacional
En 2014, disputó el mundial Sub-17 en Dubái (Emiratos Árabes Unidos) siendo líder en tapones (4,9).
Al año siguiente disputó el Mundial Sub-19 en Creta (Grecia) y el FIBA África Sub-16, en Bamako (Mali). 
En 2016, disputó el Mundial Sub-17, donde fue líder en rebotes (14) y en tapones (4,4). También, disputó el FIBA África Sub-18, en Kigali (Ruanda). 
Desde 2017 es miembro de la selección absoluta de Egipto. Disputó el Afrobasket 2021.

## Palmarés
- 2015. Egipto. FIBA África Sub-16, en Bamako (Mali). Oro
- 2016. Egipto. Fiba África Sub-18, en Kigali (Ruanda). Plata